# Šmoulové

Podpis kreslíře Peya

Šmoulové (v originále Les Schtroumpfs) je komiksová série belgického kreslíře Peya, podle které byl vyrobený i stejnojmenný americko-belgický animovaný televizní seriál Šmoulové. Děj šmoulích příběhů se odehrává ve středověké Evropě, nejspíš na západním pobřeží Irska.

## Historie
Kreslíř Peyo nakreslil do frankofonního belgického komiksu Johan & Pirlouit malé modré trpaslíky 23. října 1958. Zde se objevili po zahrání na kouzelnou flétnu. Skřítkové si získali popularitu, a tak v roce 1959 dostali vlastní příběh v časopisu Le Journal de Spirou. Od té doby se vyráběly modely a hračky, vznikly kluby sběratelů zaměřených na figurky šmoulů z PVC.
Vrchol v komiksu šmoulové zažili pravděpodobně v 60. a 70. letech. V této době vznikly příběhy jako např. Černí šmoulové (1963), Šmoulinka (1967), Šmoulové a krákula (1969), Kosmošmoula (1970). Šmoulích komiksových sešitů v hlavní sérii zatím vzniklo třicet pět.
První černobílý film vznikl v roce 1965 a trval 91 minut. V roce 1976 vznikl další animovaný film Šmoulové a kouzelná flétna o délce 74 minut, který se v roce 1983 dostal i do USA. Poté vzniklo ještě několik filmů.
Od 12. září 1981 do 2. prosince 1989 se natáčel v USA americko-belgický stejnojmenný animovaný televizní seriál Šmoulové společnosti Hanna-Barbera Productions. Tento seriál se natáčel pro televizní stanici NBC. Tento seriál byl obrovský hit a ovlivnil popkulturu. Později byl tento seriál distribuován americkou společností Warner Bros. Television.
Následně vznikly i videohry pro herní konzole NES, Super NES, Game Boy, Atari, Colecovision, Game Gear, Master System, Mega Drive, Mega CD PlayStation a také počítačová hra pro PC a Amigu.

## Základní informace
Šmoulové jsou si velmi podobní, všichni jsou modří, malí, mužského pohlaví (až na Šmoulinku, Sašetku, Babču a šmoulí dívky ze Zakázaného lesa. Posledně jmenované se vyskytují pouze v nových příbězích, tj. seriálu z roku 2021 a filmu Zapomenutá vesnice. Do původních Šmoulů nepatří), oblečení do bílých kalhot (jen Taťka Šmoula nosí červené, Děda Šmoula žluté s kšandami, Šmoulíček dupačky, Farmář nosí zahradnické oblečení (v původním seriálu ovšem má stejné bílé kalhoty jako všichni ostatní), šmoulata mají různá trička a Divoušek je oděn do listů, Kutil má laclové kalhoty, někdy jen kalhoty s kšandami) vzadu s dírou na malý ocásek a na hlavě nosí frygickou čapku (Taťka Šmoula má červenou, Děda Šmoula žlutou, ostatní bílou, ale i zde jsou drobné rozdíly u některých postav: Nitka nosí v čepici dva špendlíky, Fešák na ní má květinu, Kutil má čepici s kšiltem, Nat nosí slamák apod.) a na rukách mají pouze čtyři prsty (nemají malíček). V novějších komiksech je jejich oblečení čím dál různorodější a časté jsou různobarevné kraťasy, trika atd. Oblečení šije Šmoula Nitka, a v seriálu jiné než bílé kalhoty a bílou čepici často odmítá šít, ale, pokud nejde o běžné oblečení na denní nošení (kalhoty a čepice), je ochoten vyhovět různým úpravám. Pokud někdo chce jiné oblečení, musí si ho často ušít sám (například šmoulata). V komiksech ale požadavkům na různé oblečení často vyhoví. Příběhy jsou velmi jednoduché a vždy hrdinské. Často říkají cokoli se slovem „šmoula“, aniž by bylo přesně jasné, co tím myslí, například: „Jdeme šmoulovat ke Šmoulí řece.“ Přesto si navzájem velmi dobře rozumějí. Někteří se objevují pravidelně, jiní jsou vytvořeni pro určitý díl a dál se už neobjevují (například šmoula Slaboch).
Celkový počet dospělých šmoulů (bez šmoulat) je 100, při tanci se 99 šmoulů postaví do formace 9×11 s dirigujícím Taťkou Šmoulou.
Šmoulové mají v oblibě především sladkou stravu, živí se převážně zeleninou a ovocem, ale jedí i pečivo (používají mouku), vejce a občas i maso (v několika dílech jedí drůbež, vypravují se pro vejce, rybaří), Šmoulíčka krmí mlékem. Základem jejich jídelníčku je šmoulovičník neboli přestup pravý.
Šmoulové si staví dřevěné domky ve tvaru houby a se střechou většinou v barvách muchomůrky červené. Na střechy svých domků používají obří houby.

## Šmoulí život
Šmoulové žijí v Proklaté zemi, někdy také nazývané Šmoulí kraj. Uprostřed tohoto území mezi horami a řekou stojí šmoulí vesnice. Šmoulí vesnice se nachází na skrytém místě. Šmoulí vesnici nemohou najít lidé, pokud je tam nedovede nějaký šmoula. Každý šmoula pravděpodobně obývá svůj vlastní domek. Ve vesnici si každý šmoula většinou dělá, co chce, přesto celá vesnice dobře funguje. Fungování vesnice zajišťují nejpracovitější šmoulové, kteří se neustále věnují svojí určité a důležité práci (Mlsoun vaří, Kutil staví a opravuje), pak jsou tu užiteční, ale ne nezbytní (Malíř, Silák), ostatní občas pomáhají, pak je ale také kategorie těch, kteří nejsou užiteční (Lenoch stále spí a nic nedělá, Nešika zkazí, na co sáhne). Ve vesnici jsou též časté různé slavnosti. V blízkosti protéká řeka zvaná Šmoulice a nad vesnicí je přehrada, která se musí udržovat v dobrém stavu, protože kdyby se protrhla, voda by celou vesnici zaplavila. Na okolních polích se pěstuje zelenina a ovoce. Vůdcem vesnice je Taťka Šmoula, který ostatním šmoulům radí, pomáhá a udržuje ve vesnici pořádek a pokud na delší dobu odjede, samotní šmoulové nedovedou všechno správně zorganizovat a při jeho návratu tam bývá často obrovský zmatek. Protože ze šmoulů je možné udělat zlato, jsou často neúspěšně pronásledováni. Jejich největší nepřátelé jsou čaroděj Gargamel a jeho kocour Azrael, kteří po nich jdou a snaží se je neustále polapit. Šmoulí pravidlo, kterým by se všichni šmoulové měli řídit, je být šmoulózní (poctivý, dobrácký, s radostí pomáhat a k nikomu se nechovat špatně). Ve vesnici jsou si všichni přibližně rovni, ale někdo je oblíbenější více a někdo méně, mezi nejméně oblíbené patří například Koumák kvůli svým nápadům a řečem, naopak nejoblíbenější je Taťka Šmoula. Typická šmoulí vlastnost je, že každému pomáhají, ať už je to kdokoliv. U šmoulů se často konají divadla, koncerty, karnevaly atd.

## Komiksová alba
| Pořadí | Český název                      | Francouzský název                        | První vydání ve francouzštině | Vydání v češtině  | Vydavatel v češtině       |
| ------ | -------------------------------- | ---------------------------------------- | ----------------------------- | ----------------- | ------------------------- |
| 1.     | Černí šmoulové                   | Les Schtroumpfs noirs                    | 1963                          | 1991, 2013        | Madách, Albatros          |
| 2.     | -                                | Le Schtroumpfissime                      | 1965                          | -                 | -                         |
| 3.     | Šmoulinka                        | La Schtroumpfette                        | 1967                          | 2013              | Albatros                  |
| 4.     | -                                | L'Œuf et les Schtroumpfs                 | 1968                          | -                 | -                         |
| 5.     | Šmoulové a Krákula               | Les Schtroumpfs et le Cracoucass         | 1969                          | 1988 – 1990, 2014 | Časopis Ohníček, Albatros |
| 6.     | Kosmošmoula                      | Le Cosmoschtroumpf                       | 1970                          | 2016              | Albatros                  |
| 7.     | -                                | L'Apprenti Schtroumpf                    | 1971                          | -                 | -                         |
| 8.     | -                                | Histoires de Schtroumpfs                 | 1972                          | -                 | -                         |
| 9.     | -                                | Schtroumpf vert et Vert Schtroumpf       | 1973                          | -                 | -                         |
| 10.    | -                                | La Soupe aux Schtroumpfs                 | 1976                          | -                 | -                         |
| 11.    | Šmoulí olympiáda                 | Les Schtroumpfs olympiques               | 1983                          | 2003, 2012        | Albatros                  |
| 12.    | Příběh šmouly Mrněte             | Le Bébé Schtroumpf                       | 1984                          | 2011              | Albatros                  |
| 13.    | -                                | Les P'tits Schtroumpfs                   | 1988                          | -                 | -                         |
| 14.    | Šmouloplán a čtyři další příběhy | L'Aéroschtroumpf                         | 1990                          | 2011              | Albatros                  |
| 15.    | -                                | L'Étrange Réveil du Schtroumpf paresseux | 1991                          | -                 | -                         |
| 16.    | -                                | Le Schtroumpf financier                  | 1992                          | -                 | -                         |
| 17.    | -                                | Le Schtroumpfeur de bijoux               | 1994                          | -                 | -                         |
| 18.    | -                                | Docteur Schtroumpf                       | 1996                          | -                 | -                         |
| 19.    | Šmoulí divoch                    | Le Schtroumpf sauvage                    | 1998                          | 2003              | Albatros                  |
| 20.    | -                                | La Menace Schtroumpf                     | 2000                          | -                 | -                         |
| 21.    | Šmoulí vynálezy                  | On ne schtroumpfe pas le progrès         | 2002                          | 2003              | Albatros                  |
| 22.    | Šmoula reportér                  | Le Schtroumpf reporter                   | 2003                          | 2012              | Albatros                  |
| 23.    | -                                | Les Schtroumpfs joueurs                  | 2005                          | -                 | -                         |
| 24.    | -                                | Salade de Schtroumpfs                    | 2006                          | -                 | -                         |
| 25.    | -                                | Un enfant chez les Schtroumpfs           | 2007                          | -                 | -                         |
| 26.    | -                                | Les Schtroumpfs et le Livre qui dit tout | 2008                          | -                 | -                         |
| 27.    | Šmoulové na plovárně             | Schtroumpf les Bains                     | 2009                          | 2011              | Albatros                  |
| 28.    | Hvězda Šmoulinka                 | La Grande Schtroumpfette                 | 2010                          | 2017              | Albatros                  |
| 29.    | -                                | Les Schtroumpfs et l'Arbre d'or          | 2011                          | -                 | -                         |
| 30.    | -                                | Les Schtroumpfs de l'ordre               | 2012                          | -                 | -                         |
| 31.    | -                                | Les Schtroumpfs à Pilulit                | 2013                          | -                 | -                         |
| 32.    | -                                | Les Schtroumpfs et l'Amour Sorcier       | 2014                          | -                 | -                         |
| 33.    | -                                | Schtroumpf le héros                      | 2015                          | -                 | -                         |
| 34.    | -                                | Les Schtroumpfs et le Demi-génie         | 2016                          | -                 | -                         |
| 35.    | -                                | Les Schtroumpfs et les haricots mauves   | 2017                          | -                 | -                         |
| 36.    | -                                | Les Schtroumpfeurs de flûte              | 2008                          | -                 | -                         |

## Šmoulové v Československu

### Vysílání
V Československu poprvé seriál Šmoulové vysílala Československá televize v letech 1988–1993 v pořadu Magion a ve Studiu Kamarád. Jednalo se o 52 dílů. Seriál okamžitě zaznamenal úspěch a začaly se prodávat různé reklamní předměty jako například trička, omalovánky a samolepky se šmoulí tematikou. Oblibu si získal i díky vynikajícímu dabingu v čele s Vlastimilem Brodským, Jitkou Molavcovou, Jiřím Císlerem, Pavlem Trávníčkem, Zdeňkem Hessem, Danielou Bartákovou, Pavlem Zedníčkem, Josefem Dvořákem, Ondřejem Havelkou, Petrem Olivou, Michalem Pavlatou, Miroslavem Středou, Jiřím Pragerem, Jaroslavem Kepkou, Václavem Postráneckým, Vladislavem Benešem, Oldřichem Víznerem, Jiřím Novotným, Janou Altmannovou, Inkou Šecovou a mnohými dalšími. Objevily se i komiksové knihy (např. Šmoulí vynálezy, Černí šmoulové a v časopisu Ohníček po dobu dvou let vycházel na pokračování komiks Šmoulové a Krákula) nebo VHS (v letech 1988–1990 5 VHS vydal Supraphon, každá byla po 6 dílech a v letech 1997–1999 17 VHS vydal také Davay, každá byla po 4 epizodách). Dále vycházela hudební alba i vyprávění na LP.
V letech 1997–2000 byl seriál Šmoulové vysílaný na stanici TV Nova s novými epizodami. Jednalo se o 112 dílů a mírně přeobsazený dabing.
V období od 18. února 2010 do roku 2014 byl seriál Šmoulové vysílaný na TV Barrandov, která odvysílala všechny zbývající díly. Jednalo se o 266 dílů a úplně nový dabing. Odvysíláno tak bylo kompletních 429 dílů seriálu Šmoulové.
Ze všech 52 dílů seriálu vysílaných na ČST jich bylo v roce 2011 při té příležitosti 34 opatřeno novým dabingem od TV Barrandov, tudíž se jednalo o ty díly, které v letech 1988–1993 vysílala Československá televize. Jako důvod TV Barrandov uvedla jinou stopáž a drahá autorská práva, i když 18 dílů z celkových 52 odvysílala s původním dabingem Československé televize.
Od 2. ledna 2017 byl seriál Šmoulové vysílán na dětské stanici ČT :D každý všední den většinou v 18:15. Seriál Šmoulové byl vysílaný v širokoúhlém formátu a s původním dabingem ČST, TV Novy a TV Barrandova. Od roku 2018 byl seriál Šmoulové vysílaný každý den až do listopadu 2022, kdy začalo vysílání nového seriálu Šmoulové 3D.

### Název
O původu českého názvu se vyskytuje řada teorií, např. že název Šmoulové měl být odvozen z textu písně Ivety Bartošové, či z přezdívky jakéhosi doktora Smoly. Skutečný původ názvu je však ve šmolkově modré barvě.
„Jako zaměstnanec redakce pořadů ze zahraničí, která vyráběla první dabing, si pamatuji na to, jak se hledal český ekvivalent francouzských „Schtroumpfs“, anglických „Smurfs“ či německých „Schlümpfe“. Ta diskuse se nakonec soustředila na šmolkově modrou barvu animovaných pajduláků a bral se v úvahu také fakt, že slovo šmolka umožnilo vytvářet další slovesné tvary, které seriál vyžadoval (slovesa, příslovce, adjektiva). Pamatuji se, že v závěrečné fázi rozhodování spolu soupeřily názvy „šmolkové“, „šmoldasové“, „šmoulové“. Vyhráli to šmoulové. O šmolkovém původu názvu, který nemá nic společného s doktorem Smolou, svědčí i slovenská verze dabingu, v níž šmoulové vystupují jako „Šmolkovia“.“ Uvádí ve svém článku Milan Šmíd.
O dopadu a o vhodně zvoleném názvu seriálu svědčí i fakt, že se v cukrárnách dosud objevuje „šmoulí zmrzlina“ bledě modré barvy a předem neodhadnutelné chuti, která se liší podle výrobce.

### Hudební alba
Během 80. a 90. let vyšlo několik alb se šmoulí tematikou. První z nich vyšlo v roce 1988 a na jeho tvorbě se podíleli populární zpěváci té doby. Písně na dalších albech byly na známé melodie a texty k nim složil Lou Fanánek Hagen nebo Karel Vágner. Alba Šmoulí super disko šou se prodalo přes 315 tisíc kusů a stalo se nejprodávanějším českým albem v období 1996–2006.
Alba různých interpretů
- Šmoulové, 1988
- Šmoulové a Gargamel, 1989

Alba převzatých hitů
- Šmoulí super disko šou, 1996
- Velká šmoulí prázdninová párty, 1997
- První zimní šmoulympiáda, 1997
- Mistrovská světová šmoulovaná, 1998
- Ufouni a Marťani, 1998
- Šmouléro, 1999
- Nejslavnější šmouledy a šmoulandy, 1999
- Šmoulénium, 2000
- Velká šmoulí párty, 2011
- Eurošmouliáda, 2012
- Šmoulí párty, 2014
- Šmoulí oslava, 2016
- Šmoulí výlet, 2017

## Šmoulí VHS
V letech 1988–1990 a v letech 1997–1999 vyšlo celkem 22 VHS se šmoulími díly.
VHS Supraphon (1988–1990)
- Šmoulové 1 (epizody: Zvětšovací směs, Kouzelná hůlka, Bláznivé počasí, Hafík, návštěva z vesmíru, Apríl)[pozn 1]
- Šmoulové 2 (epizody: Sečkožnečkomlátičkopečka, Kamarádka Šmoulinka, Stopař, Mlsoun a dieta, Dřevorubci a Šmoulové, Taťka Šmoula zasahuje)
- Šmoulové 3 (epizody: Kukaččí vejce, Šmoulí slza, Jak ušmoulat duhu, Obr Dufus, Obluda z hradu Hašteřák, Největší zajíc)
- Šmoulové 4 (epizody: Létající Gargamel, Šmoulofon, Kost legrace, Rána osudu, Zrádná paráda, Ztracený čas)
- Šmoulové 5 (epizody: Nová paměť, Dobrá rada nad zlato, Květy zapomnění, Náušnice, Pevná vůle všechno zmůže, Nešika)

Délka jedné VHS byla 80 minut. Každá VHS obsahovala 6 dílů.
VHS Davay (1997–1999)
- Šmoulí kouzla a zázraky
- Vánoce u šmoulů
- Velký šmoulí výlet
- Šmoulí dobrodružství
- Šmoulí den přátelství
- Šmoulí překvapení
- Prázdniny se šmouly
- Šmoulí velikonoce
- Šmoulí trampoty
- Šmoulí vynálezy
- Na šmouly je spolehnutí
- Šmoulové: Báječný silvestr
- Šmoulové: Velká kniha kouzel
- Šmoulové: Zlatá horečka
- Šmoulové: Příběhy taťky šmouly
- Šmoulové: Vánoční radovánky
- Šmoulové ze školních lavic

Délka jedné VHS byla 100 minut. Každá VHS obsahovala 4 epizody.
1. ↑  První čtyři díly vyšly i v audio podobě na LP Vyprávění o Šmoulech

## Filmové a televizní adaptace
- LES AVENTURES DES SCHTROUMPFS (1965) je černobílý film, který je složený z několika převážně černobílých filmů, vyrobených pro belgickou televizi, jednalo se o první šmoulí film.[16]

- Šmoulové a kouzelná flétna (1976) je francouzsko-belgický film, který je natočený podle komiksu ze série Johan et Pirlouit, jednalo se o film ve kterém se Šmoulové poprvé objevili.[17]

- Šmoulové (1981–1989) je americko-belgický animovaný televizní seriál, který obsahuje celkem 272 dílů.[18] Jedná se o kultovní a velmi známý seriál po celém světě a je reprízovaný a oblíbený.

- Šmoulové (2011) je hraný 3D film, který kombinuje animovaný film (Šmoulové jsou animovaní nebo jsou použity klasické loutky) s hraným filmem.[19] Jedná se o první hranou celovečerní filmovou adaptaci Šmoulů, se značným úspěchem.

- Šmoulové 2 (2013) je 3D hraný film, který je pokračováním filmu Šmoulové z roku 2011.[20]

- Šmoulové: Zapomenutá vesnice (2017) je animovaný 3D film v režii Kellyho Asburyho.

- Šmoulové (2021–2023) je belgický 3D animovaný seriál, který obsahuje celkem 104 dílů.[21]
- Šmoulové ve filmu (2025, The Smurfs Movie) je americký animovaný film.